# クロスネット局
クロスネット局（クロスネットきょく）とは、地上波を用いる日本の民間放送局において、複数のネットワークに属すもののことである。
テレビジョン放送については民放テレビ全国四波化の進展によってクロスネット局は減少してきているが、中波ラジオ放送（AM） はそのほとんどがクロスネット局である。超短波放送（FM） にはクロスネット局は存在しない。

## テレビジョン放送
全国で民放第1局が開局したころはすべてのキー局・準キー局から番組を選んでネットする例が多かった。これらはクロスネットの一種ではあるが、すべての局に対して門戸を開く意味から俗に「オープン・ネット」または「フリーネット」と呼ばれた。とはいえ、主体の系列は選んでおり、どの系列に入るかは当時の電電公社のネットワーク回線で隣県がどの局をとっているかによって選択を迫られた地域もある。特に1959年にジャパン・ニュース・ネットワーク（JNN）、1966年に日本ニュースネットワーク（NNN）とニュースネットワークが出来上がるにつれその形態は増えていく。
1960年代後半から関東・近畿・中京広域圏などを除く地方部でUHF波による民放の第2局が開局。これら民放第2局もしくは第3局で、クロスネットでの編成を行う放送局が増加し、1980年10月開局のテレビ信州まで続いた。
しかし1980年代に入ると、民放テレビ全国四波化により新局（それまでフルネット局が少なかったANN系列局が多い）が続々開局し、既存局でクロスネットを解消する局が続出した。ただし中継局の未整備・スポンサーの都合などにより、一部の人気番組については、新たに開局した系列局に番組を移行せず、従来の放送局で一定期間続けて放送する事例があった。
JNNは、排他協定の規則により、加盟局のクロスネットを全面禁止としているが、過去には一部のJNN加盟局で非報道系に限り他系列の番組供給組織にも正式加入する形での例外的なクロスネット局や、JNN単独加盟ながら個別ネットの形で系列外番組の同時ネット枠を相当数設けたり、逆に名目上は他系列とのみ正式なネットワーク協定を締結する局であってもJNNニュースを含むTBS系列番組の同時・遅れネット枠をスポンサードネットも交え相当数編成した例など、民放2局地域を中心に非正規クロスネット状態の番組編成となった局があった。
RKB毎日放送の例では、テレビ放送開始時は在福民放で最初のテレビ局であったことからラジオ東京テレビ（KRT）・日本テレビ（NTV）・NETテレビ（学校放送の流れを汲む民間放送教育協会の放送は現在も継続）等特定のキー局に偏らない自由な番組編成（オープンネット状態）を組んでいた。その後、在福局の増加やネットワークの整理を進め、1969年（昭和44年）に在福4局目である福岡放送（FBS）が開局してからは在福4局それぞれがJNN、NNN、FNN、ANN系列のフルネット局となり、一連のネットワーク整理が完了した。その後1991年（平成3年）にテレビ東京系列のTXN九州（現：TVQ九州放送）が開局した。
テレビ東京は1982年のTXN発足以降、クロスネットによる系列拡大の方針を取っていないが、TXN発足前は毎日放送（MBS）と中京テレビ（CTV）が東京12チャンネル（当時）とネットワーク関係を結んでいた時期がある。TXN系列局は大都市圏を中心に6局しか存在せず、系列局が存在しない地域では番組販売扱いで同系列の番組が放送されている。特に東海と関西の独立局ではTXN系列の番組を大量に購入しており、ゴールデンタイムでは同系列局とほぼ同等の番組編成となっている（テレビ大阪と放送エリアが重複するサンテレビはTXN系列の番組購入を過去の一部例外を除いて行っておらず、KBS京都はTXN系列から競馬中継関連やBSテレビ東京の番組など最小限の番組購入にとどまる一方、両局とも他の4系列から在阪局での編成から外れた番組を購入している）。
平成新局においてはクロスネット局が存在しないが、エリア3局目が平成新局として開局した場合、エリア内に存在しないTXN以外の系列外ネット局の番組を編成する場合があるが、その本数は既存局と比べて非常に少ない。
この他、加入していない系列の番組を同時ネットする非正規のクロスネットも各地で見受けられた。特に、テレビ放送初期の1960年代までは大都市以外の地域では県域民放が1社しかないため、名目上はJNNまたはNNN系列単独でありながら、ネットワーク回線の都合から他系列とも同時ネットを含む混成編成を組む事実上のクロスネットが多数存在した。この頃は一社提供が全国ネット番組の主軸で、大型スポンサーの提供番組を中心に系列を問わない全国ネット体制を築いたものも少なくなかった。
また、番組編成の都合により、通常放送される番組ではなく、本来の系列番組が放送されるケースもあった。
その他、クロスネット局による全国向け制作の番組については少ない。一例としては、2024年11月10日の福井放送制作で日本テレビ系列向けで制作された『とことこコトーゲ』が挙げられる。過去にはクロスネット時代の広島テレビ放送が、プロ野球・広島東洋カープ主催試合の全国中継で、曜日と時間帯に応じて日本テレビ系向けとフジテレビ系向けの双方を制作したことがあった。
区域外再放送については、地元系列局がクロスネット局であっても、系列局が存在するとみなされて他県のフルネット局の区域外再放送を行わない場合がある。

### 具体例
福島テレビおよびテレビ山口の事例
一時期、JNNの報道番組を放送しつつ、FNSにも正式に加盟して一部の番組を同時ネットあるいは遅れネットしていたことがあった。また、JNN加盟局にも拘らず、番販（産経新聞社配給）扱いで『FNNお茶の間ニュース』『FNN奥さまニュース』をネットしたこともあった。
福島テレビ（FTV）では、JNNからFNNに加盟した1983年4月1日から9月30日にかけて、テレビユー福島（TUF）開局まで視聴者保護対策として、報道番組以外はTBSとフジテレビのクロスネットでの編成を維持した。朝番組では、『FNNモーニングワイド ニュース&スポーツ』を午前7時で飛び降り、TBSの『朝のホットライン』に繋いでいた。
ただし、TUFの開局が予定より遅れた影響で、フジテレビ系列フルネット局になった10月から12月にかけても一部番組に限り、遅れネットしていた。
テレビ山口では、1987年10月にJNNフルネット局となってからも一部のFNN系列番組の同時ネットを継続したが、2000年6月に消滅した。詳細はテレビ山口#フジテレビ系番組放送枠見直しを参照。その後も山口県内にFNN系列局がないため、ゴールデンタイムおよび週末のローカルセールス枠や平日の深夜枠でのフジ系番組の時差ネット放送を積極的に行っている。
青森テレビの事例
過去、報道およびその他の番組ともANNとJNNのクロスネットでの編成がとられていた。報道番組は、『JNNニュースコープ』など、JNNの全国ニュースも放送していた一方で、報道以外の番組は、TBS系列の番組が中心であり、NET系については、1局しかなかった時代の名残と、学校放送などの教育番組との兼ね合いから、青森放送に相当数の番組が残っていた。

### 長時間にわたる特別番組の事例
『24時間テレビ 「愛は地球を救う」』（日本テレビ系列）や『FNSの日』（テレビ大分を除くフジテレビ系列）など長時間にわたる特別番組については、放送開始から終了までの全て同時に放送されないことがあるだけでなく、時差放送されることもある。ここでは前者の番組について、参加するクロスネット局および他のネットワーク系列のフルネット局の事例を解説する（いずれも「参加局」として名を連ねており、実際に募金の受付などのチャリティー活動を行っている）。
- 日本テレビ系列を含むクロスネット局であるテレビ大分およびテレビ宮崎では、一部のパートが時差放送または放送されないことがある。
- 日本テレビ系列局がない沖縄県では、フジテレビ系列（フルネット局）の沖縄テレビが参加している[注釈 15]が、フジテレビ系列の遅れ・同時ネットや自社制作の番組が優先となるため。放送開始が深夜となる他、グランドフィナーレを同日深夜に録画放送するなど、全体の放送時間はTOS・UMKよりも少なくなる。
- 過去に長崎県では長崎放送とテレビ長崎の当時2局しかなかった県域局がそろって参加したことがあった（第1〜4・6回）。これは当時KTNが日テレ系・フジ系のクロスネットであり、曜日編成で土曜日のゴールデン枠がフジ系、日曜日の同枠が日テレ系中心の編成であったことや、NBC（TBS系）が開局当初事実上オープンネットだった時代の名残で、土曜日に日テレ系編成を軸としていたためで、土曜日夜の開始〜日曜早朝までNBCで放送した後、日曜早朝以後の後半をKTNが担当していた。
  - 第5回（1982年）は長崎大水害発生の影響を受けてNBCが参加を自粛し、KTNのみが参加したが、この時もKTNは前半部分はネットせず、後半のみの放送であった。

放送曜日が固定されていない特別番組（年末年始特番など、放送日が決まっているものに多い）では、その曜日の編成によって放送されないことがあるほか、同一曜日で編成に変更がなくても放送される場合と放送されない場合があることもある。例えば、『ジャニーズカウントダウンライブ』は、TOSでは12月31日が火・木・金曜の場合に、UMKでは12月31日が火・水・木・土曜の場合に放送される。また、UMKは12月31日が月曜日の場合は年によって対応が異なり、2007 - 2008年・2018 - 2019年は放送されたが、2012 - 2013年は未放送となっている。

## ラジオ放送
ラジオには5つの系列局が存在するが、冒頭で述べた通りFMにはクロスネットが存在しないため、ここではAMのみを述べる。
日本で初めての系列はJapan Radio Network（JRN）である。1964年、テレビのネットワーク政策（=JNN）で成功を収めたTBSは、次に「ラジオ版JNN」を構築すべく準備を進めていた。午後帯の『オーナー』を全国ネットとし、これを発展させて1965年に誕生したのがJRNである。
これに対抗すべく、文化放送とニッポン放送が全国ラジオネットワーク（NRN）を立ち上げる。この2つにはTBS自らが番組配給機構と位置付け、地方局の営業力強化を狙った「理想主義」のJRNと、キー局がナショナルスポンサーを開拓することに主眼をおいた、ネットワークセールス主体の「現実主義」的なNRNという違いがあった。
ところがテレビが全盛となるとラジオへの求心力が著しく低下したこと、またテレビと違ってラジオは1県又は複数県で1局の地域が多い現実があったため、TBSはJNNと異なりクロスネットとNRNシングルネット局や独立局との間の番組販売や番組購入を容認することになり、TBS自体も個別にNRN・JFN単独系列局や独立局への番組販売・スポンサードネットやそれらの局からの番組購入を行うことがあった。そのためテレビのような排他協定は存在せず、JRNのシングルネット局は加盟34局中TBS・CBC・RKB・RBCの4局のみで、残り30局は全てNRNとのクロスネットとなっている。ただし、局ごとに経緯が異なるため、最初はJRN・NRNのいずれかとの単独加盟だったが、番組ソースや営業面の観点からあとでもう一方の系列に加盟した局も存在する。
また、東京キー局をメインとしてJRN・NRNという2大ネットワーク形成以前から在京・在阪・在福局を中心に独自のネットワークを構成していたことなども関係し、ラジオのネットワークは独立局を含んで複雑なネットワーク構成となっている。

## クロスネット局の一覧

### 中波ラジオ放送（AM）
全てJRN / NRN加盟
- 北海道放送

- 青森放送
- IBC岩手放送
- 東北放送
- 秋田放送
- 山形放送
- ラジオ福島

- 新潟放送
- 北日本放送
- 北陸放送
- 福井放送
- 山梨放送
- 信越放送
- 静岡放送

- MBSラジオ
- 朝日放送ラジオ
- 和歌山放送

- 山陰放送
- RSK山陽放送
- 中国放送
- 山口放送

- 四国放送
- 西日本放送
- 南海放送
- 高知放送

- 長崎放送
  - NBCラジオ佐賀
- 熊本放送
- 大分放送
- 宮崎放送
- 南日本放送

### テレビジョン放送
■の網掛の系列はサブ系列
- 福井放送（NNN/NNS・ANN）

後者系列で放送される番組はFNN/FNS系列の福井テレビでも放送される。福井放送はANNとクロスネットを組んでいるが、元々NNN/NNS単独加盟局である関係上NNNのニュース番組は全枠放送されているため実質上NNNフルネット局扱いである。主にANNは平日午前枠ワイドショー並びにABCテレビ制作土曜午前枠情報番組（何れも8時〜）、全曜日の昼枠ニュース（11時45分〜）をそれぞれ同時ネットしている。
- テレビ大分（NNN/NNS・FNN/FNS）

両系列に基本主従関係はなく、放送される1週間の全ての時間（特にゴールデンタイム）は両系列によって異なる場合がある。また、編成の都合で同局で放送できなかった両系列の番組はJNN系列の大分放送でも一部放送される。深夜枠（23時以降）・早朝枠（8時以前）は全曜日NNN（放送休止時間帯は日テレNEWS24をサイマル放送）、日中（主に8時台のワイドショー、昼枠（11時30分以降）、夕方枠）は全曜日FNNをそれぞれ同時ネット。
- テレビ宮崎（FNN/FNS・NNN・ANN）

右の2系列で放送される番組はJNN系列の宮崎放送でも一部放送される。
※テレビ宮崎は現在現存する日本唯一の3局クロスネット局。
※クロスネットを解消した放送局の事例はネットチェンジを参照。